# Christoph Eichbaum
Christoph Eichbaum (* 12. April 1982 in Schwerin) ist ein ehemaliger deutscher Volleyballspieler.

## Karriere
Christoph Eichbaum spielte von 2001 bis 2005 in der Bundesliga-Mannschaft des SCC Berlin, mit der er 2003 und 2004 Deutscher Meister wurde. Danach spielte er eine Saison beim französischen Erstligisten Ajaccio VB und anschließend in Kanada für die University of British Columbia. 2007 kehrte der Außenangreifer nach Deutschland zurück und spielte für die Bundesligisten Netzhoppers Königs Wusterhausen (2007/08 und 2009/10), SCC Berlin (2008/09) und evivo Düren (2010/11).